# 고승전 (혜교)
《고승전》(高僧傳)은 중국 남북조 시대 양나라(梁: 502-557) 때 승려 혜교(慧皎: 497-554)가 저술한, 고승들의 전기를 집성한 문헌("고승전")이다. 현존하는 가장 오래된 고승전으로, 후대의 다른 고승전과 구분하기 위해 양나라 때 편찬되었다 하여 《양고승전》(梁高僧傳) 또는 《양전》(梁傳)이라고 부른다. 후대에 쓰인 여러 고승전의 표준이 되었다.

## 시기와 내용
《고승전》은 혜교가 519년에 회계(會稽)의 가상사(嘉祥寺)에서 편찬한 것으로, 총 14권으로 구성되어 있다. 혜교는 불교와 유교에 통달하였으며 특히 경과 율에 정통하였는데, 회계의 가상사에 있으면서 봄과 여름에는 포교에 종사하고 가을과 겨울에는 저술에 힘써서 《고승전》을 편찬하였다.
기원후 67년(후한 명제 영평 10년)부터 기원후 518년(양나라 천감 18년)까지의 257인의 고승들의 전기와 200여인의 고승들의 사적이 기록되어 있다. 중국으로 불교가 전래된 것이 전한(前漢: BC 206-AD 8) 시대의 기원전 2년경 또는 후한(後漢: 25-220) 시대의 기원후 1세기경이므로, 중국 불교의 역사 측면에서 《고승전》은 중국에 불교가 전래된 이래부터 혜교의 편찬 당시까지의 고승들에 대한 기록이다.

## 구성
《고승전》의 총 14권은 다음과 같은 체제로 구성되어 있다.
- 10례(例) 또는 10과(科): 10개의 부문으로 저자에 의한 구분이다.
  - 역경(譯經): 제1권, 제2권, 제3권 - 불경을 번역한 고승들
  - 의해(義解): 제4권, 제5권, 제6권, 제7권, 제8권 - 불교의 묘리를 깨달아 불교 교의를 강설한 고승들
  - 신이(神異): 제9권, 제10권 - 기적을 보인 고승들
  - 습선(習禪): 제11권 - 선정 수행으로 세속의 경계를 초월한 고승들
  - 명률(明律): 제11권 - 계율에 밝고 계율을 확고히 지키며 널리 편 고승들
  - 망신(亡身): 제12권 - 살신성인의 자비를 베푼 고승들
  - 송경(誦經): 제12권 - 경전 독송을 방편으로 하여 수행에 힘써 세속의 경계를 초월한 고승들
  - 흥복(興福): 제13권 - 복덕의 과보를 보이거나 이를 통해 교화를 편 고승들
  - 경사(經師): 제13권 - 독경이 경지에 이른 고승들
  - 창도(唱導): 제13권 - 창도(唱導)[8]가 경지에 이른 고승들
- 서록(序錄): 제14권 - 서문(序)과 총 목록

## 기타 고승전
중국 불교의 여러 고승전들 가운데 대표적인 넷을 "사조고승전"(四朝高僧傳)이라 하는데, 혜교의 《고승전》 즉 《양고승전》(梁高僧傳)은 이들 중 하나이다. 나머지 셋은 당나라 때 649년에 도선(道宣)에 의해 편찬된 《속고승전》(續高僧傳) 또는 《당고승전》(唐高僧傳)  ·  송나라 때 988년에 찬영(贊寧) 등에 의해 편찬된 《송고승전》(宋高僧傳) · 명나라 때 1617년에 여성(如惺)이 편찬한 《명고승전》(明高僧傳)이다. "사조고승전"에서 《명고승전》을 제외한 나머지 셋을 가리켜 "삼조고승전"(三朝高僧傳)이라고도 한다.

## 같이 보기
- 중국의 불교

## 참고 문헌
- 한문 원본: 석혜교(釋慧皎) 찬. 《고승전(高僧傳)》, 고려대장경, K.1074(32-764). 텍스트 형태로 제공. 2010년 12월 19일에 확인.

- 한문 원본: 석혜교(釋慧皎) 찬. 《고승전(高僧傳)[깨진 링크(과거 내용 찾기)]》, 고려대장경, K.1074(32-764). GIF 형태로 제공[깨진 링크(과거 내용 찾기)]. 2010년 12월 19일에 확인.

- 한문 원본: 석혜교(釋慧皎) 찬. 《고승전(高僧傳)》, 대정신수대장경, T50 No.2059. 2010년 12월 19일에 확인.

- 한글 번역: 석혜교(釋慧皎) 지음, 추만호 번역.《고승전(高僧傳)[깨진 링크(과거 내용 찾기)]》, 한글대장경 검색시스템, 동국역경원. 2010년 12월 19일에 확인.

- 이 문서에는 다음커뮤니케이션(현 카카오)에서 GFDL 또는 CC-SA 라이선스로 배포한 글로벌 세계대백과사전의 내용을 기초로 작성된 글이 포함되어 있습니다.